# Misioneros del Verbo Divino

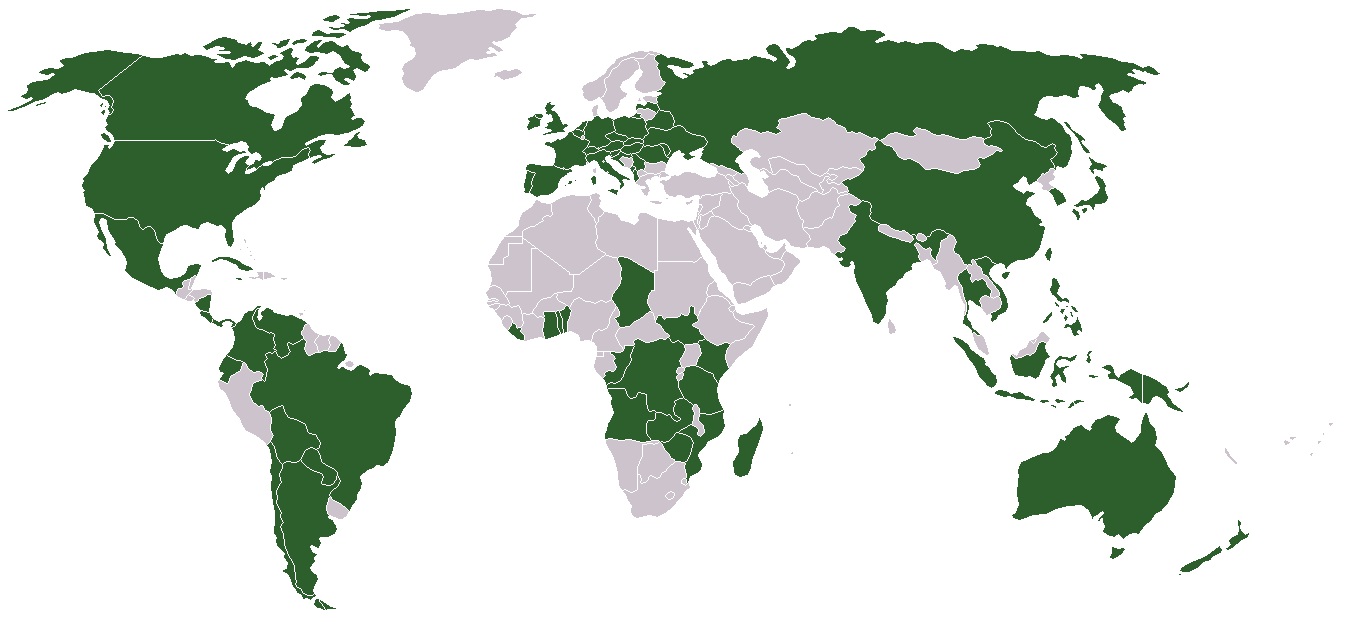
Actual localización de los Misioneros del Verbo Divino en el mundo.

Los Misioneros del Verbo Divino, también conocidos como verbitas y que usan la sigla SVD (latín: Societas Verbi Divini) son una congregación religiosa católica con 6,003 miembros (2016) que trabajan en 67 países del mundo. Los miembros generalmente viven en una comunidad multicultural que refleja riqueza y diversidad étnica.
La Congregación del Verbo Divino fue fundada por Arnoldo Janssen el 8 de septiembre de 1875 en Steyl, un pequeño pueblo de Holanda, en las cercanías de la frontera con Alemania.
El actual superior general es Paul Budi Kleden SVD, sucesor de Arnoldo Janssen.

## Breve historia de los primeros años de la Congregación
La Congregación del Verbo Divino fue fundada el 8 de septiembre de 1875, en el día de la fiesta de la Natividad de la Virgen María en el pueblo de Steyl, Holanda, por Arnoldo Janssen. Su religiosidad lo empujaba a prender esta iniciativa cuando escuchaba el clamor de tantas almas sin pastor y por eso buscaba responder con lo único que le parecía necesario: el anuncio del Evangelio.
El objetivo de Arnoldo Janssen con su fundación era hacer participar a los católicos de habla alemana en la obra misionera de la Iglesia católica.
El 2 de marzo de 1879 Arnoldo Janssen entregó la cruz misionera a los primeros colaboradores: Juan Bautista Anzer y José Freinademetz. Ambos fueron destinados a China. 
Durante la vida del fundador los Misioneros del Verbo Divino trabajaban ya en Togo, Brasil, Nueva Guinea, Argentina, Estados Unidos y Japón.

## Carisma
El lema característico de cada verbita es “Su vida es nuestra vida y su misión nuestra misión”. Los misioneros concretan su carisma en la línea de las 4 características esenciales:
- Comunicación: siempre salir al encuentro del otro con respeto, comunicando el Evangelio.
- Animación bíblica: vivir centrados en Dios, “razón de la existencia y de la misión” y desde la experiencia de su presencia encaminar a los demás hacia su Reino.
- Comprometidos con la Justicia y la Paz: para transformar este mundo en una “tierra nueva”
- Animación misionera: comprometer a todos por el Reino y su justicia.

## Misioneros en Latinoamérica

### Argentina
En Argentina los Misioneros del Verbo Divino están desde 1889 y trabajan en la formación del clero, sobre todo, en el envío de misioneros ad gentes. Argentina pasó a ser uno de los países de mayor presencia Verbita en el mundo.
Actualmente se divide en tres regiones:
- Este: abarca las provincias de Misiones y Chaco;
- Sur: abarca las provincias de Buenos Aires, Mendoza, Neuquén, Santa Fe, Entre Ríos, Córdoba
- Norte:Jujuy.

### Chile

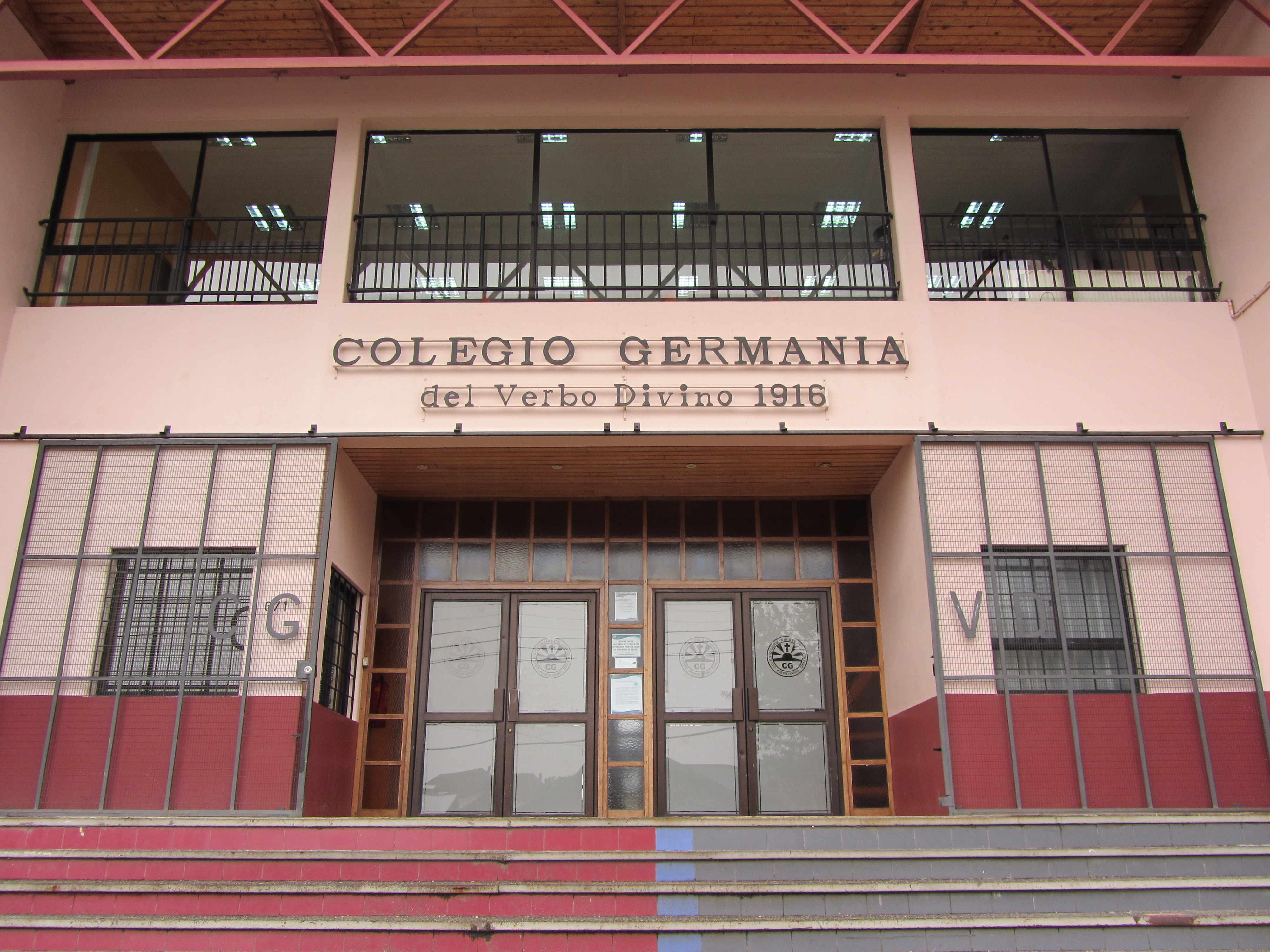
Colegio Germania, Puerto Varas

La Congregación del Verbo Divino entra a Chile en 1900, y educa a los grupos dirigentes del país. Primero se hizo cargo del Liceo Alemán de Copiapó, labor que continuó en el Seminario Conciliar de La Serena (que pasaría a manos de los barnabitas) y luego, en 1910, en el Liceo Alemán de Santiago. Posteriormente asume el Colegio Germania de Puerto Varas y más tarde funda el Liceo Alemán del Verbo Divino de Los Ángeles. En 1950 abre el Colegio del Verbo Divino, que se destaca por su excelencia académica y deportiva, ubicado en el sector oriente de Santiago, en el barrio El Golf. Este último establecimiento se caracteriza por educar a la Élite del país desde sus inicios hasta la actualidad.
En 2006 el Liceo Alemán de Santiago se mudó a la comuna de Colina y cambió de nombre a Colegio Verbo Divino de Chicureo). Hubo una disputa entre los apoderados del colegio y el rector, padre Heriberto Becker Rau, por esta mudanza debido a que la nueva ubicación impediría a muchos alumnos de ese entonces seguir estudiando en el establecimiento. 
El actual Provincial es el Padre Yuventus Kota.

### Cuba
Los sacerdotes verbitas llegan a Cuba a finales de la década de 1980, atendiendo la Parroquia San Gregorio Nacianceno de la ciudad de Mayarí en la Diócesis de Holguín, desde ahí se ha ido extendiendo su presencia en Cuba estando hoy también en la Arquidiócesis de La Habana, y la Diócesis del Santísimo Salvador de Bayamo - Manzanillo.

## Misioneros en Europa

### España
La orden fundó en España varios monasterios, el primero en Estella (Navarra) y, en junio de 1949, el de Coreses (Zamora) que comenzó con sólo diez alumnos como futuros misioneros, y una extensa huerta que logró autoabastecer hasta a trescientos congregantes en su mayor apogeo. Actualmente el cenobio de Coreses se ha convertido en el hotel Convento I, que ha restaurado y mantenido el patrimonio del edificio original.

## Santos y Beatos Misioneros del Verbo Divino
- San Arnoldo Janssen
- San José Freinademetz
- Beatos mártires polacos bajo el régimen nazi: Padre Estanislao, Padre Luis y Aloisio y Fray Gregorio.
- Josefa Hendrina Stenmanns

## Literatura
- Fritz Bornemann (ed.),  Historia de nuestra Congregación , traducción: Eduardo Saffer SVD, (Analecta SVD 54/3), Apud Collegium Verbi Divini : Romae 1983, 519 pp.
- Charles D'Souza, Ao encontro do outro. Uma leitura missionaria das constituições da Congregação do Verbo Divino, São Paolo 1997, 154 pp.